# Зюзель
Зюзель (нім. Süsel) — громада в Німеччині, розташована в землі Шлезвіг-Гольштейн. Входить до складу району Східний Гольштейн.
Розташований приблизно за 23 км на північ від Любека і в 10 км на південний схід від Ойтіна. Назва Süsel походить від назви слов'янського городища, залишки замку якого нині називаються нім. Süseler Schanze. Слов'янські племена з ободритського союзу заселили території Полаб'я у 6–7 століттях і панували над цими землями до 12 століття.
Площа — 75,31 км2. Населення становить 5077 ос. (станом на 31 грудня 2020).

## Галерея

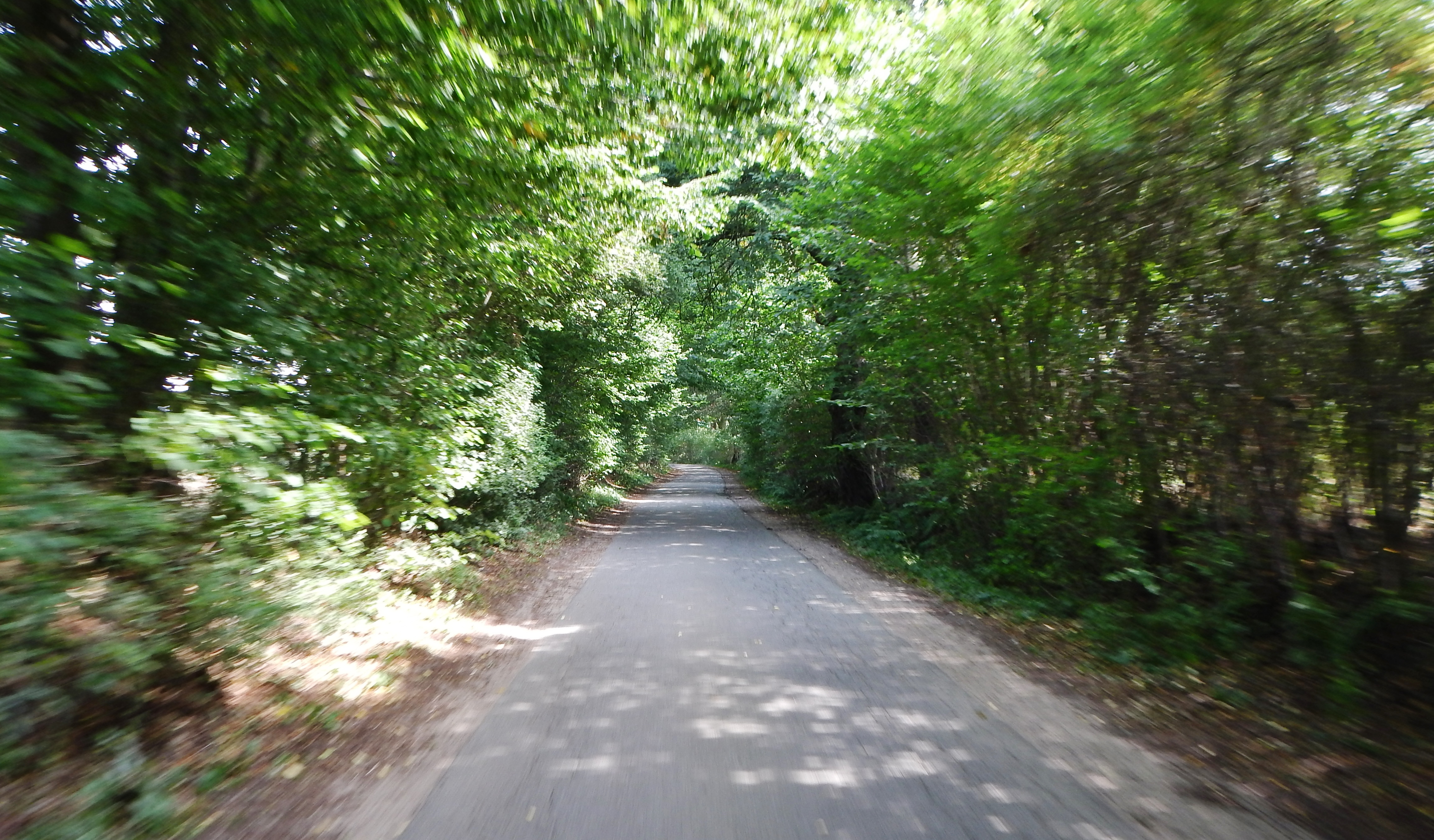
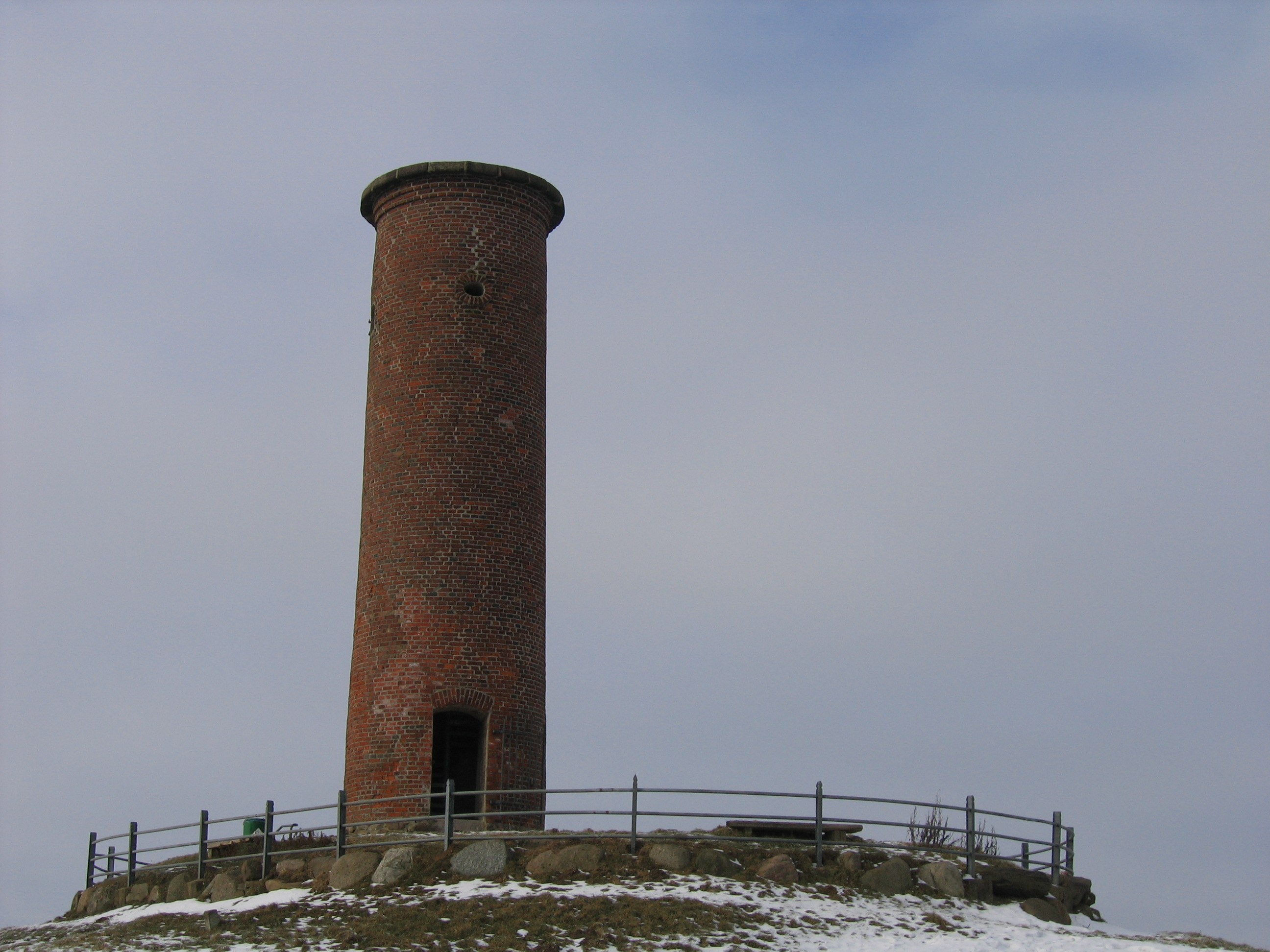